# 三菱兵器住吉トンネル工場跡
座標: 北緯32度47分39.4秒 東経129度51分38.7秒 / 北緯32.794278度 東経129.860750度

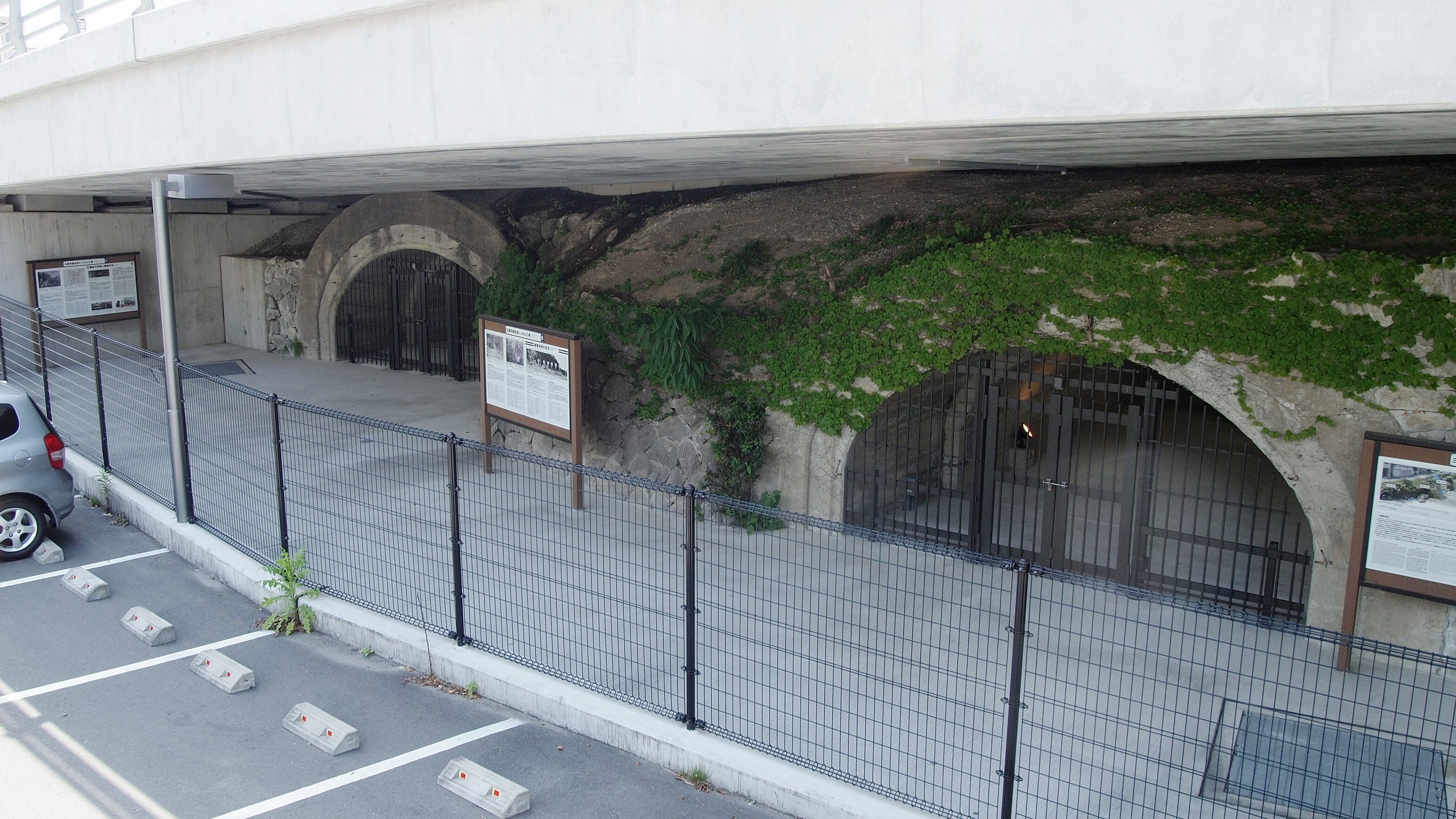
整備された住吉側入り口跡

三菱兵器住吉トンネル工場跡（みつびしへいきすみよしトンネルこうじょうあと）は、太平洋戦争末期、長崎県長崎市三菱重工業長崎兵器製作所（通称三菱兵器）の疎開工場として造られた住吉トンネル工場の遺構。2010年（平成22年）3月30日より一般公開されている。

## 概要
太平洋戦争末期に、当時日本でも有数の魚雷生産拠点であった三菱兵器大橋工場の疎開地下工場として、長崎市東北郷（現在の長崎市住吉町・赤迫町）の山中に「住吉隧道」と呼ばれる6本のトンネルが掘削された。トンネルは住吉トンネル工場として航空機搭載用の九一式魚雷の部品を製造する疎開工場として利用された。1945年（昭和20年）8月9日の原爆投下直後には、トンネル内において被爆者への救護活動が行われた被爆遺構で、長崎市が作成した「被爆建造物等ランク付一覧表」では、上から2番目に重要度の高い「Bランク」とされている。
現在、遺構として見学できるのは1・2号トンネル（詳細については後述）の住吉町側出入口周辺で、通常、見学は出入口に設けられた柵から内部をのぞき込む形だが、平和記念式典前後（8月7 - 10日）と国連軍縮週間（10月24 - 30日）に限り内部に立ち入ることができる。

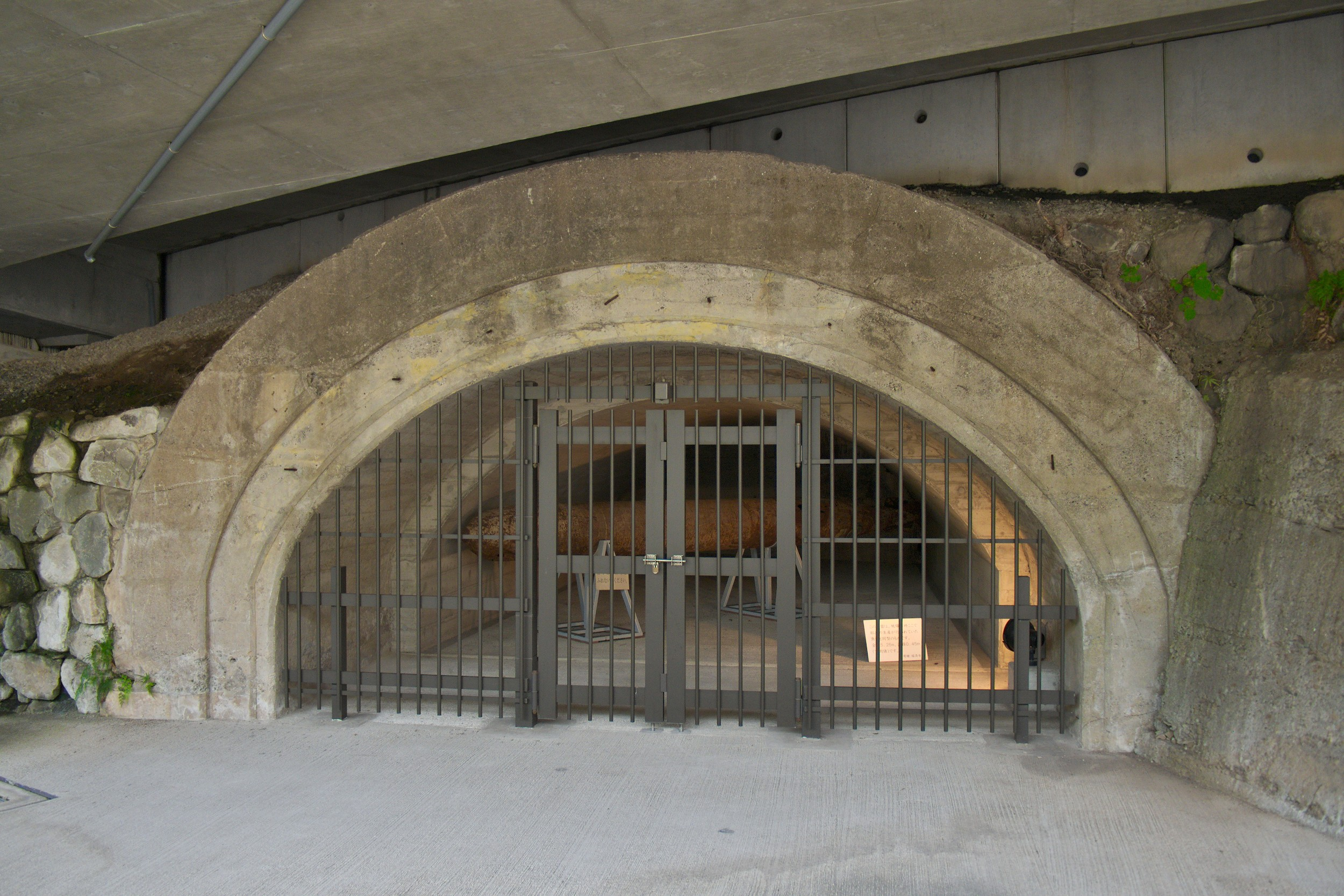
1号トンネル出入口
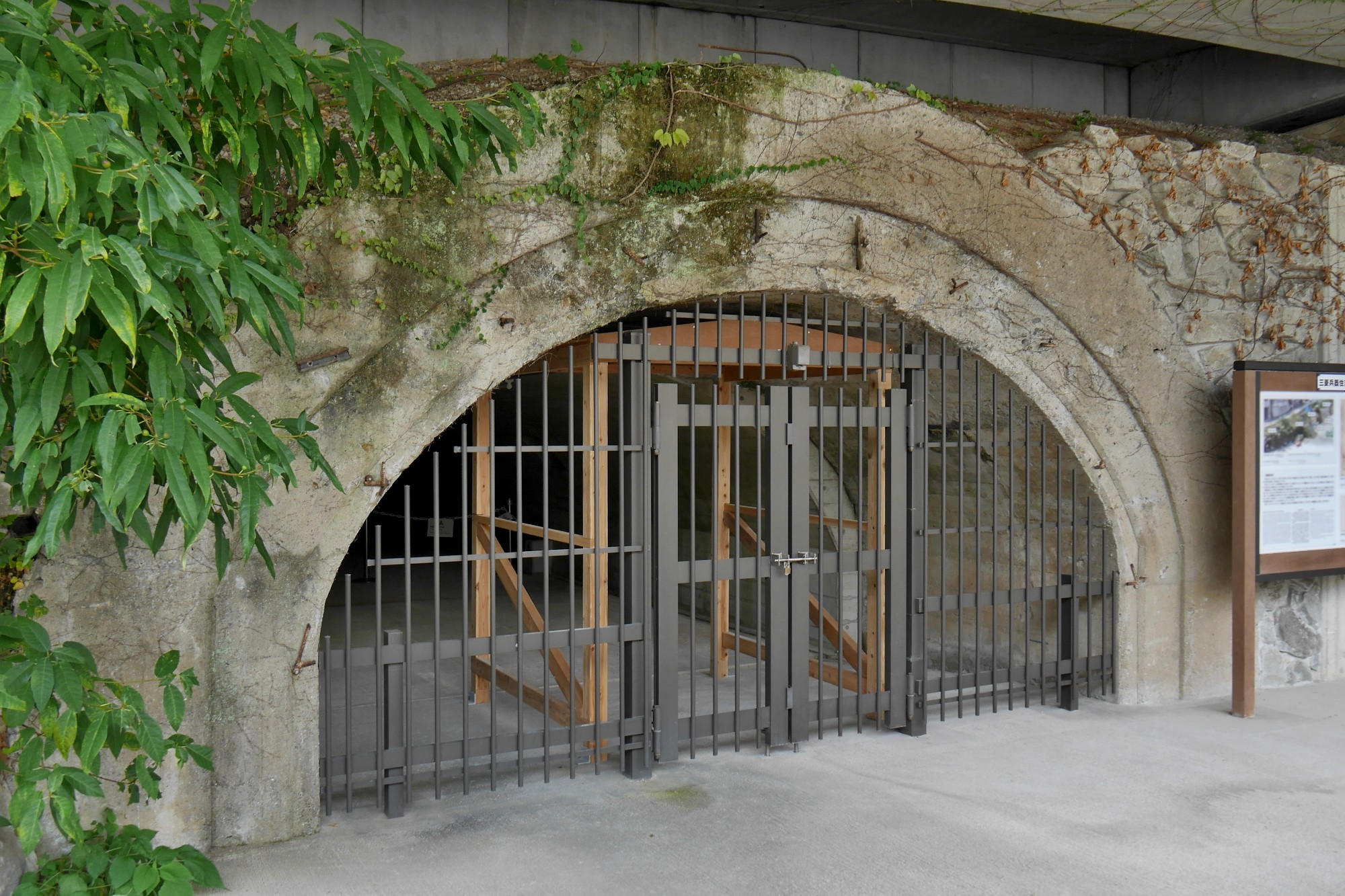
2号トンネル出入口
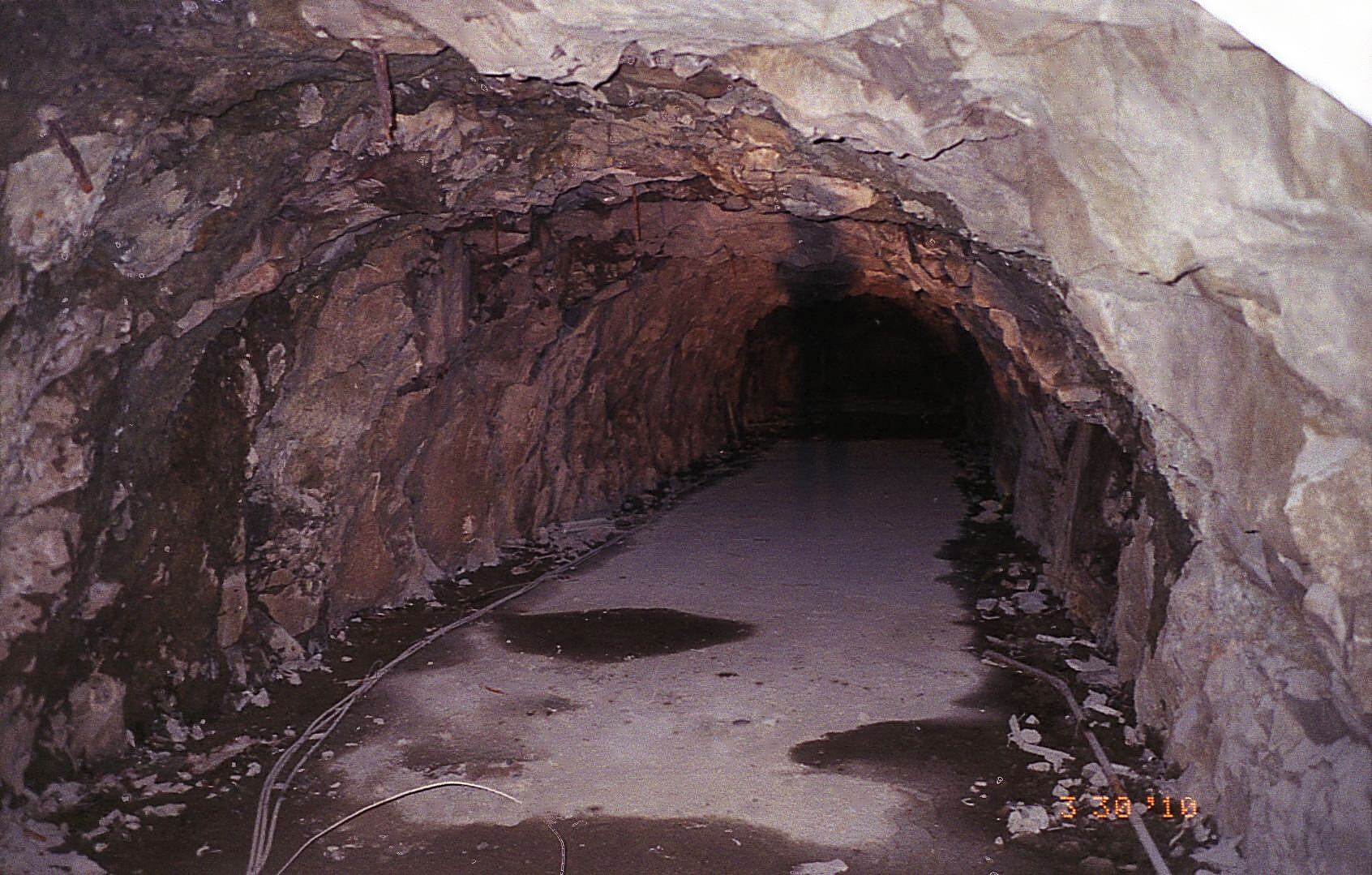
2号トンネル内部

## 歴史

### 建設の背景

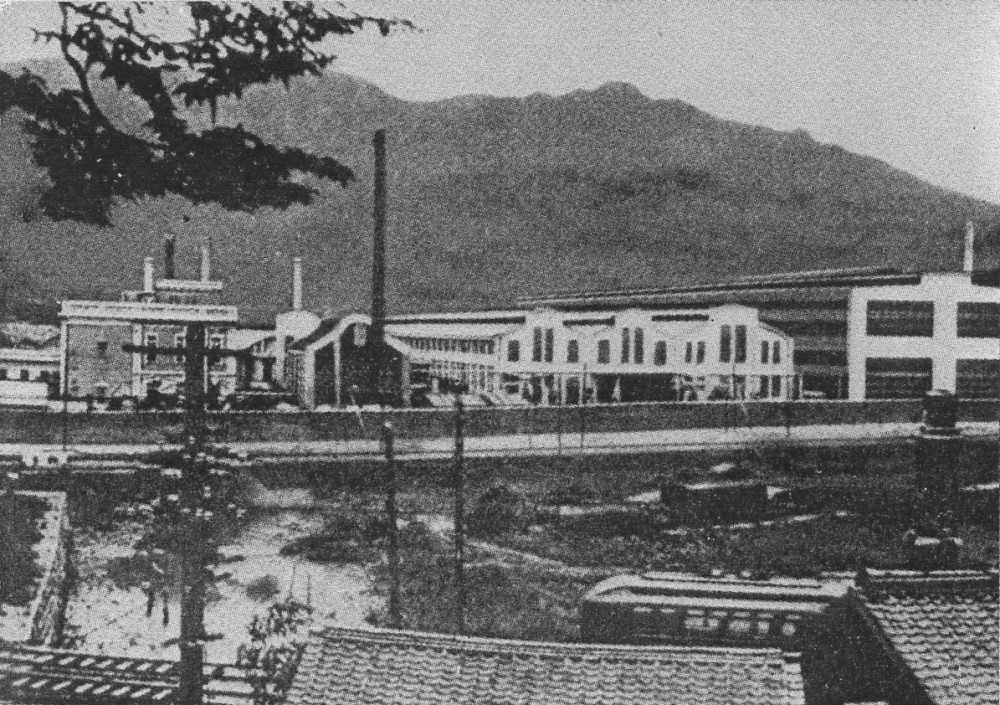
長崎兵器製作所茂里町工場

1917年（大正6年）に民間初の魚雷生産拠点として開設された長崎兵器製作所は、海軍の度重なる増産要求に応じるように拡張が続けられ、1944年（昭和19年）には、茂里町と大橋の二大工場に機械設備3,435台を有する国内屈指の魚雷生産拠点にまで成長した。
戦況は日を追うごとに悪化の一途を辿る中、日本本土に対する空襲の危険性が高まったことから、海軍は長崎兵器製作所に対し工場機能の疎開を指令。兵器側も大橋・茂里町両工場の工作機械の約半数を、市内の教育施設やトンネル等に疎開させる方針を固めた。
大橋工場から北に1キロメートル地点の長崎市東北郷の丘陵地帯に、海軍より委託を受けた運輸省の建設隊により、長さ300メートル、高さ3メートル、幅4.5メートルのトンネル「住吉隧道」が掘削された。トンネルは10メートル間隔で並列し、西側より「1号、2号…」の番号が与えられ、内部には連絡用として各トンネルを繋ぐ通路が設けられていた。1945年4月に1・2号トンネルが貫通し、トンネルには大橋工場より工作機械約780台が運び込まれ、坑内では職員・工員に加え、動員学徒や女子挺身隊員ら約1,000名が昼夜二交代で魚雷部品の制作に従事していた。なお、3・4号は貫通（完成）したものの使用されず、5・6号は約800名の朝鮮人労務者らにより掘削が続けられた。

### 原爆投下
1945年8月9日に長崎市に投下された原子爆弾は、大橋・茂里町両工場の中間地点付近で炸裂。両工場や市内各所の疎開事務所及、び疎開工場の大半が全壊・全焼し、従業員約12,000人のうち、登原剛蔵所長を含む従業員2,273人が死亡、機械設備も全体の二割に及ぶ740台が破壊された。
爆心地の北方2.3キロメートル地点に位置していた住吉トンネル工場は、落石等により20名程度の負傷者を出したものの被害は軽微であったため、避難所や救護所として利用された。また、従業員の一部は「住吉トンネル隊」として、壊滅した大橋工場へと救援に向かった。

### 終戦後と一般公開

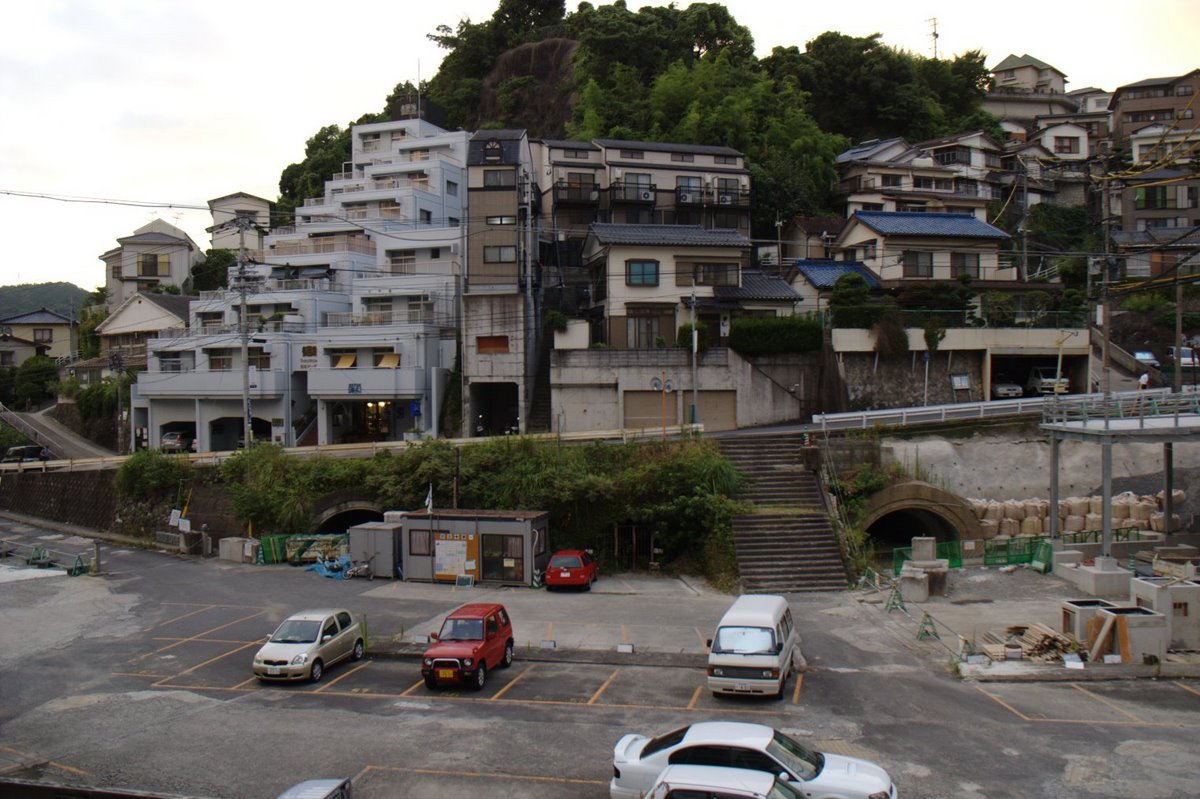
一般公開前の住吉側出入口とその周辺（2008年8月撮影）

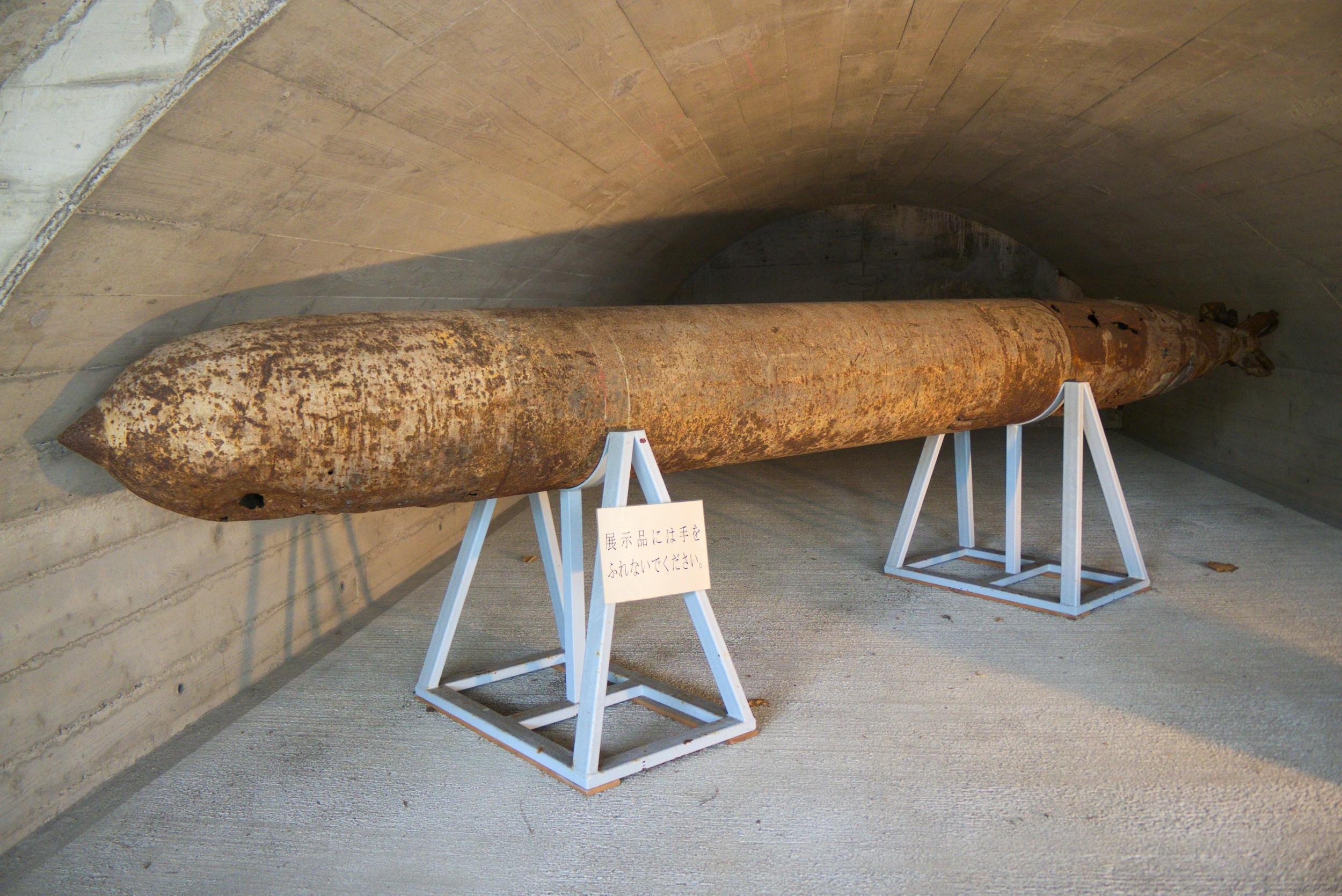
1号トンネル内に展示されている九一式魚雷

終戦後、トンネルは資材置場として活用され、一部のトンネルの出入口は塞がれた。
1982年（昭和57年）、長崎市議会にて岡正治議員が長崎市長にトンネル遺構の保存を提言。1993年（平成5年）頃からは一部の市民団体も市に保存の要望を続けていたが、周辺の土地所有権や崩落の危険性が問題となり公開は見送られていた。
2009年（平成21年）、長崎市は跡地上を走る市道の拡幅工事にともない、1・2号トンネルの住吉側周辺を買収。安全面に配慮して補強工事を施した上で、2010年（平成22年）3月30日より出入口付近に限り一般に公開された。
2012年（平成24年）9月より、1号トンネル内にて九一式魚雷の実物が展示されている。同魚雷は、戦時中西彼杵郡長与村（現在の長与町）内の三菱兵器工場で製造、1977年（昭和52年）の長与中学校改修時に敷地内から発見されたものである。その後、長与町が福済寺に寄贈、同所で展示していたが、住吉トンネル工場跡の整備に伴い長崎市に譲渡され、住吉トンネル工場跡内での保存が実現した。